# Nicola Pozzi
Nicola Pozzi (1986. június 30.) olasz labdarúgó, jelenleg a Sampdoria csatára.